# Emerencjana (męczennica)
Emerencjana – rzymska męczennica chrześcijańska, święta Kościoła katolickiego.
O istnieniu owianej legendami postaci świadczy jej wczesny kult. Wyszczególniona prawdopodobnie z grupy wyznawców wspominanych 16 września dzięki późnym Passio Agnetis. Według akt męczeństwa św. Agnieszki, Emerencjana, jej siostra mleczna, jako katechumenka została ukamienowana przez pogan w czasie modlitwy na grobie św. Agnieszki. Przez chrzest krwi weszła do Kościoła i osiągnęła status świętej.
Translacja relikwii dokonano z kościoła pod jej wezwaniem wybudowanego w Cometerium majus do bazyliki św. Agnieszki. Wspominana jest 23 stycznia.